# Pesem Evrovizije 1963
Pesem Evrovizije 1963 je bil osmi Izbor za pesem Evrovizije zapovrstjo. Sicer je prejšnje leto zmagala Francija, vendar je gostovanje prireditve tega leta prepustila Združenem kraljestvu, saj je izbor potekal v Franciji že leta 1961. Do zavrnitve gostovanja države zmagovalke ni prišlo prvič; to je storila že poprej Nizozemska, ki je zmagala leta 1959, vendar ni želela biti gostiteljica prireditve leta 1960.
Pri glasovanju norveške žirije je prišlo do spora, saj je voditeljica trdila, da ne sliši žirije in da bodo njihove točke upoštevali kasneje tekom prireditve. Poslušalci so kljub temu slišali podane glasove in v ponovnem vklopu so Norvežani podali drugačne točke. Zato je namesto Švice zmagala norveška soseda Danska.
Danska je prejela prvo evrovizijsko zmago v zgodovini. Finska, Norveška in Švedska so prvič ostale brez točk. Tudi Nizozemska ni prejela nobene točke in tako je postala prva država, ki se ji je to dogodilo dve leti zapored.

## Results
| Vrstni red | Država           | Jezik               | Izvajalec               | Naslov pesmi                    | Naslov pesmi v slovenščini | Uvrstitev | Točke |
| ---------- | ---------------- | ------------------- | ----------------------- | ------------------------------- | -------------------------- | --------- | ----- |
| 1          | Velika Britanija | angleščina          | Ronnie Carroll          | Say Wonderful Things            | Reci čudovite reči         | 4         | 28    |
| 2          | Nizozemska       | nizozemščina        | Annie Palmen            | Een Speeldoos                   | Glasbena skrinjica         | 13        | 0     |
| 3          | Nemčija          | nemščina            | Heidi Brühl             | Marcel                          | Marcel                     | 9         | 5     |
| 4          | Avstrija         | nemščina/angleščina | Carmela Corren          | Vielleicht geschieht ein Wunder | Mogoče se bo zgodil čudež  | 7         | 16    |
| 5          | Norveška         | norveščina          | Anita Thallaug          | Solhverv                        | Solsticij                  | 13        | 0     |
| 6          | Italija          | italijanščina       | Emilio Pericoli         | Uno Per Tutte                   | Eden za vse                | 3         | 37    |
| 7          | Finska           | finščina            | Laila Halme             | Muistojeni Laulu                | Pesem mojih spominov       | 13        | 0     |
| 8          | Danska           | danščina            | Grethe & Jørgen Ingmann | Dansevise                       | Plesna balada              | 1         | 42    |
| 9          | Jugoslavija      | hrvaščina           | Vice Vukov              | Brodovi                         | Barke                      | 11        | 3     |
| 10         | Švica            | francoščina         | Esther Ofarim           | T'en Va Pas                     | Ne odidi                   | 2         | 40    |
| 11         | Francija         | francoščina         | Alain Barrière          | Elle Était Si Jolie             | Bila je tako lepa          | 5         | 25    |
| 12         | Španija          | španščina           | José Guardiola          | Algo Prodigioso                 | Nekaj čudovitega           | 12        | 2     |
| 13         | Švedska          | švedščina           | Monica Zetterlund       | En Gång I Stockholm             | Enkrat v Stockholmu        | 13        | 0     |
| 14         | Belgija          | nizozemščina        | Jacques Raymond         | Waarom?                         | Zakaj?                     | 10        | 4     |
| 15         | Monako           | francoščina         | Françoise Hardy         | L'Amour S'En Va                 | Ljubezen odhaja            | 5         | 25    |
| 16         | Luksemburg       | francoščina         | Nana Mouskouri          | À Force De Prier                | Z vztrajno molitvijo       | 8         | 13    |

## Zemljevid
- Zeleno = države udeleženke.